# Iglesia de San Esteban (Raons)
San Esteban de Raons era la iglesia del pueblo de Raons, del antiguo término de Llesp, actualmente perteneciente al término de Pont de Suert.
Era una iglesia románica de una nave, con espadaña al oeste. Un bello ejemplar del románico popular. En 1982 se hundió, y ahora se encuentra en ruinas.